# Siniperca
Genre
Siniperca est un genre de poissons de la famille des Percichthyidae.

## Espèces
- Siniperca chuatsi (Basilewsky, 1855) - poisson mandarin
- Siniperca fortis (Lin, 1932).
- Siniperca knerii Garman, 1912.
- Siniperca liuzhouensis Zhou, Kong and Zhu, 1987.
- Siniperca obscura Nichols, 1930.
- Siniperca scherzeri Steindachner, 1892.
- Siniperca undulata Fang and Chong, 1932.
- Siniperca vietnamensis Mai, 1978.

## Espèces de position incertaine
- Siniperca roulei Wu, 1930.